# Alida Bremer
Alida Bremer, nacida Alida Matić (Split, 1959 entonces Yugoslavia, después Croacia) es una escritora, traductora y literata germano-croata.

## Biografía
Alida Bremer llegó a Alemania por primera vez cuando contaba 26 años; tiene dos hijos y vive en Münster. Es hermana del escritor croata Edi Matić. Estudió Literatura comparada, Estudios románicos, Estudios eslavos y Estudios alemanes en Belgrado, Roma, Saarbrücken y Münster. Después de terminar su doctorado, trabajó como asistente de investigación y profesora en las universidades de Münster y Giessen. Dirigió el proyecto «Croacia como país de referencia para la Feria del Libro de Leipzig 2008» y el proyecto «Europa Sudoriental», que fue organizado por la Fundación Robert Bosch, TRADUKI y la Feria del Libro de Leipzig de 2009 a 2011. En el marco de TRADUKI trabaja como freelance para la Fundación S. Fischer. De 2008 a 2009 recibió la beca Grenzgänger de la Fundación Robert Bosch.
Bremer es editora de varias antologías alemanas de literatura croata y traductora de numerosas obras del croata, serbio y bosnio, entre ellas las de Ivana Sajko, Edo Popović, Iva Brdar, Delimir Rešicki, Marko Pogačar, Zvonko Maković, Roman Simić, Predrag Matvejević y Veljko Barbieri. Asimismo, Bremer ejerce de comisaria para diversos proyectos literarios y es editora de varias antologías y de la revista Beton International. En 2013 publicó su primera novela, Olivas Garten. Ha recibido varios premios a lo largo de su carrera, entre ellos el Internationaler Literaturpreis – Haus der Kulturen der Welt 2018 por la traducción de la obra Liebesroman de Ivana Sajko y el Brücke Berlin Literatur- und Übersetzerpreis del mismo año, por la traducción de Daumenregeln de Iva Brdar.